# Natiaboani
Natiaboani est une ville située dans le département de Fada N'Gourma (province du Gourma dans l'Est) au Burkina Faso. Commune de près de 15 000 habitants, deuxième ville par sa population (après Fada N'Gourma), c'est un centre d'échanges commerciaux entre le Burkina Faso, le Bénin et le Togo.

## Géographie

### Situation
Natiaboani est situé à 45 km au Sud de Fada N'Gourma, chef-lieu du département, de la province et capitale de la région et à 90 km au Nord de frontière béninoise et de la frontière togolaise. La commune est traversée par la route nationale 18 qui relie le pays au Bénin et à sa route nationale inter-états 3.

## Histoire
Le 25 février 2024, une attaque des djihadistes contre une mosquée de la ville provoque plusieurs dizaines de morts.

## Santé et éducation
Natiaboani accueille un centre de santé et de promotion sociale (CSPS).